# Giovanni Battista Gisleni

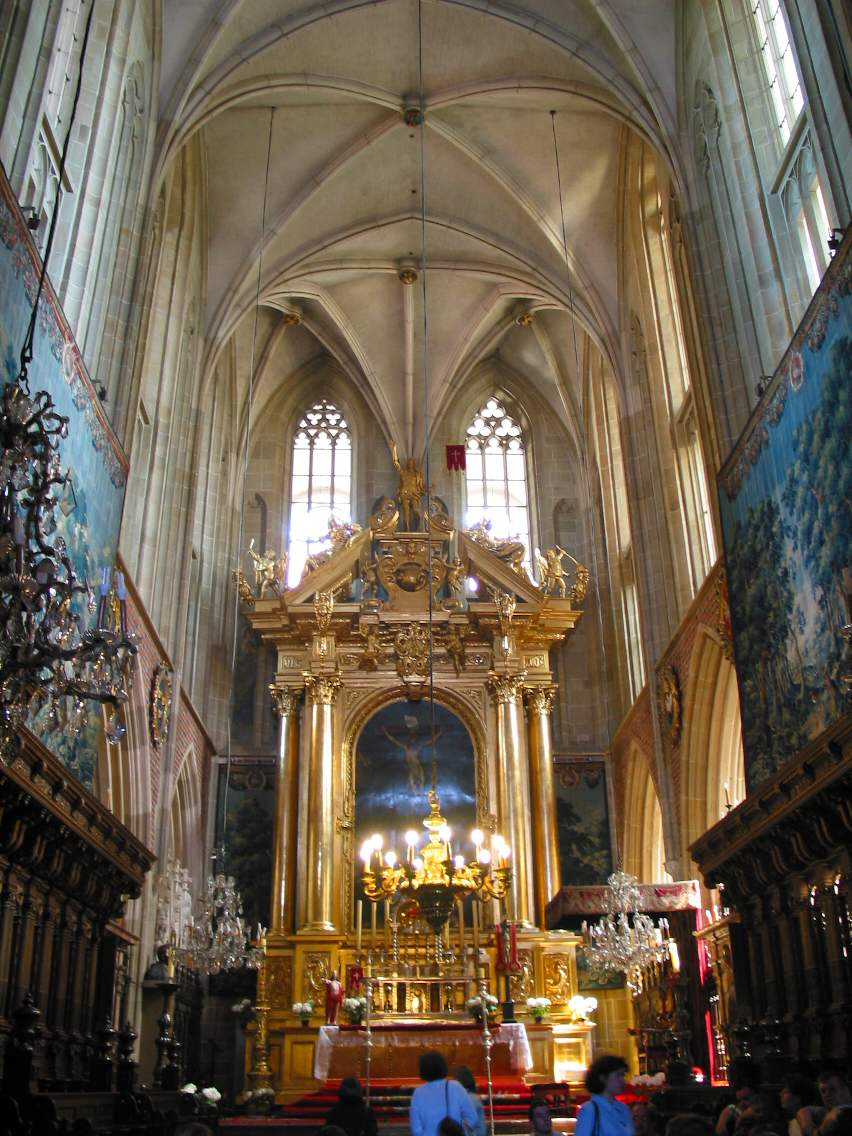
Ołtarz główny w katedrze na Wawelu

Giovanni Battista  Gisleni, Ghisleni (ur. w 1600 w Rzymie, zm. 3 maja 1672 tamże) – włoski architekt, scenograf i muzyk doby baroku. 
Jako wykształcony architekt wyruszył z Rzymu na północ Włoch, a następnie do Wiednia, gdzie nie znalazł zatrudnienia. Następnie wyruszył do Polski, gdzie dotarł około 1630 roku, pod koniec panowania Zygmunta III Wazy. Po raz pierwszy odnotowano jego pobyt w Polsce w 1637 roku wymieniając go jako muzyka króla Władysława IV Wazy. Po 1637 roku być może brał udział w pracach nad modernizacją zamku w Warszawie. W 1643 roku dwie jego kompozycje opublikowano w Wenecji. W 1643 roku na polecenie króla Władysława IV udał się na krótko do Rzymu w celu znalezienia nowych członków kapeli królewskiej. Po powrocie często projektował katafalki na uroczystości pogrzebowe. W 1650 roku ponownie na krótko wyjechał do Rzymu. W latach 1650-1651 grał na lutni w kapeli dworskiej Jana II Kazimierza. W latach 1650-1655 nastąpiło apogeum kariery Gisleniego, w trakcie których zaprojektował większość ważnych dzieł. W 1652 roku przebywał krótko w Wilnie, gdzie wykonał kilka nagrobków. Pracował w Polsce do lipca 1655, wyjechał do Rzymu po wkroczeniu do kraju wojsk szwedzkich (Potop szwedzki). W 1659 roku ożenił się z wdową Mattii de Santis i kupił dom w Rzymie. Od 1665 ponownie przebywał na dworze króla Jana II Kazimierza, ale latem 1666 roku na stałe wrócił do Rzymu, gdzie spędził ostatnie 15 lat życia. W 1669 roku kardynał Virginio Orsini wspomina go w liście jako człowieka ubogiego.
Od 1656 należał do Akademii Świętego Łukasza

## Ważniejsze dzieła
- Własny nagrobek, zaprojektowany i sfinansowany przez niego samego, znajduje się w lewej części bazyliki Santa Maria del Popolo w Rzymie[3].
- główny ołtarz w katedrze na Wawelu fundacji biskupa Piotra Gembickiego z około 1650,
- projekt kościoła Karmelitanek Bosych we Lwowie (1642),
- projekt ołtarza głównego w katedrze w Chełmży fundacji biskupa Andrzeja Leszczyńskiego (ok. 1650)[1],
- pałac Karola Ferdynanda Wazy w Warszawie z około 1650 (zniszczony),
- kościół Karmelitów Bosych w Warszawie (1652), przebudowany,
- klasztor zakonu kartuzów Berezie Kartuskiej (obecnie na terenie Republiki Białoruś, ruiny)
- przebudowa zamku w Płocku na klasztor,
- nagrobek biskupa Piotra Gembickiego w katedrze na Wawelu (1654)[1]
- projekt nagrobka Teodory Krystyny Tarnowskiej wystawiony przez jej męża Kazimierza Leona Sapiehę w kościele Bernardynek w Wilnie[1]
- projekt nagrobka biskupa Jerzego Tyszkiewicza w katedrze w Wilnie
- epitafium wojewody smoleńskiego Krzysztofa Gosiewskiego w kościele Karmelitów Bosych w Wilnie[1]
- projekt wnętrz pałacu Villa Regia w Warszawie (nie istnieje)
- Castrum doloris Anny Marcybelli Pacowej w kościele karmelitów bosych w Wilnie
- projekt pałacu Stanisława Koniecpolskiego w Warszawie (nie istnieje)
- projekt pałacu podkanclerzego Bogusława Leszczyńskiego w Warszawie (obecnie przebudowany na Pałac Komisji Rządowej Przychodów i Skarbu przy placu Bankowym w Warszawie) (przebudowany)
- odbudowa kościoła pw. św. Anny oo. Bernardynów w Warszawie latach 1658–1667 (?),
- przebudowa na klasztor Pałacu Kazanowskich po 1663 roku (obecnego budynku Warszawskiego Towarzystwa Dobroczynności "Res Sacra Miser") przy Krakowskim Przedmieściu (?)
- przypuszczalnie obelisk Wazów w Wyszkowie fundacji Jana Kazimierza pamięci biskupa Karola Ferdynanda Wazy, drugi pomnik świecki w Polsce
- projekt katafalku (z piramidą) na obrzęd żałobny odprawiony w Warszawie za Karola Ferdynanda Wazę, biskupa płockiego 1655,

i inne projekty dworów, pałaców, detale architektoniczne (bramy, portale), dekoracje teatralne, funeralne i okazjonalne.
Zachowały się zbiory jego projektów i rysunków:
- Varii Disegni/D'Architettura/Inventati e delineati/Da Gio:Battista Gisleni/Romano/Architetto delle MMta et Sermo/Prencipe di Polonia e Sueta wydany w Londynie – 116 projektów,
- 12 luźnych szkiców w Castello Sforzesco w Mediolanie,
- szkicownik z jego projektami i innych architektów w Kupferstichkab w Dreźnie Skizzenbuch des G. Chiaveri.

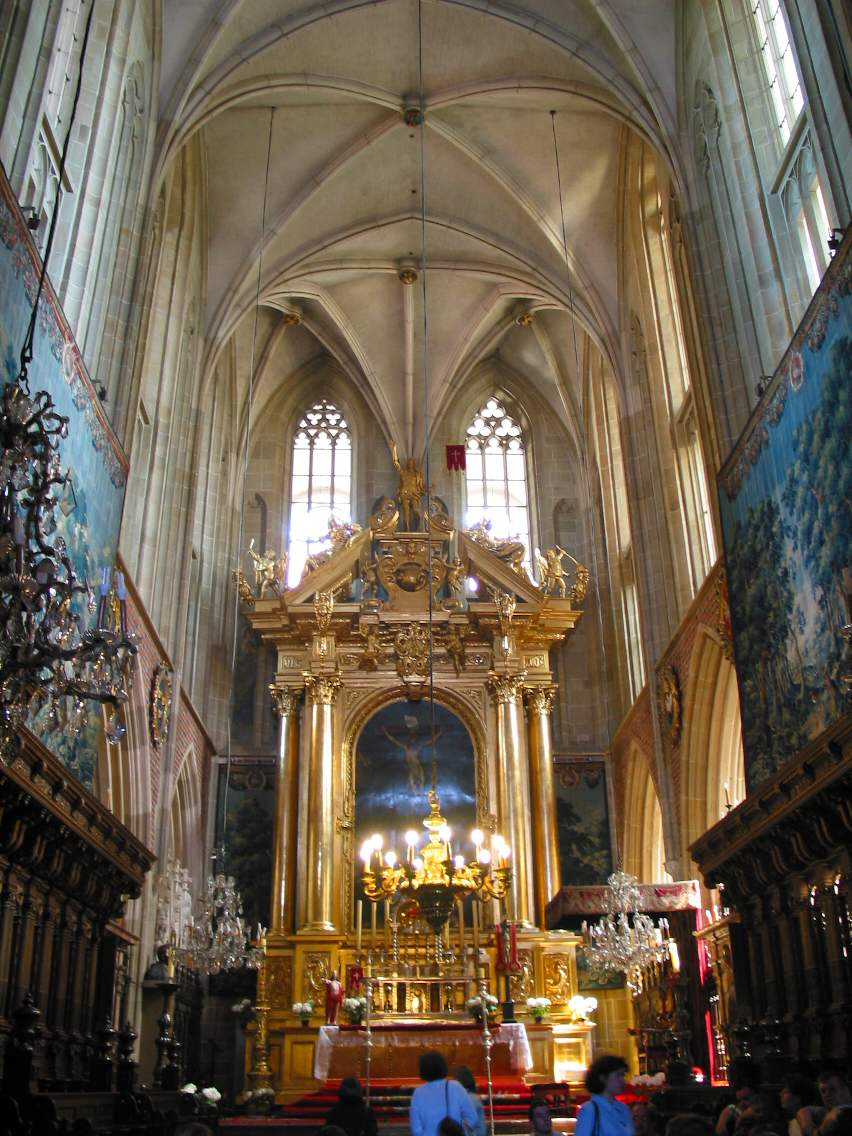
Ołtarz Główny w katedrze na Wawelu
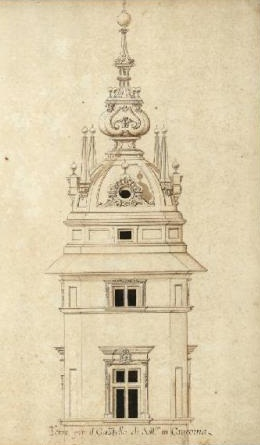
Wieża Zygmunta III Wazy na Wawelu
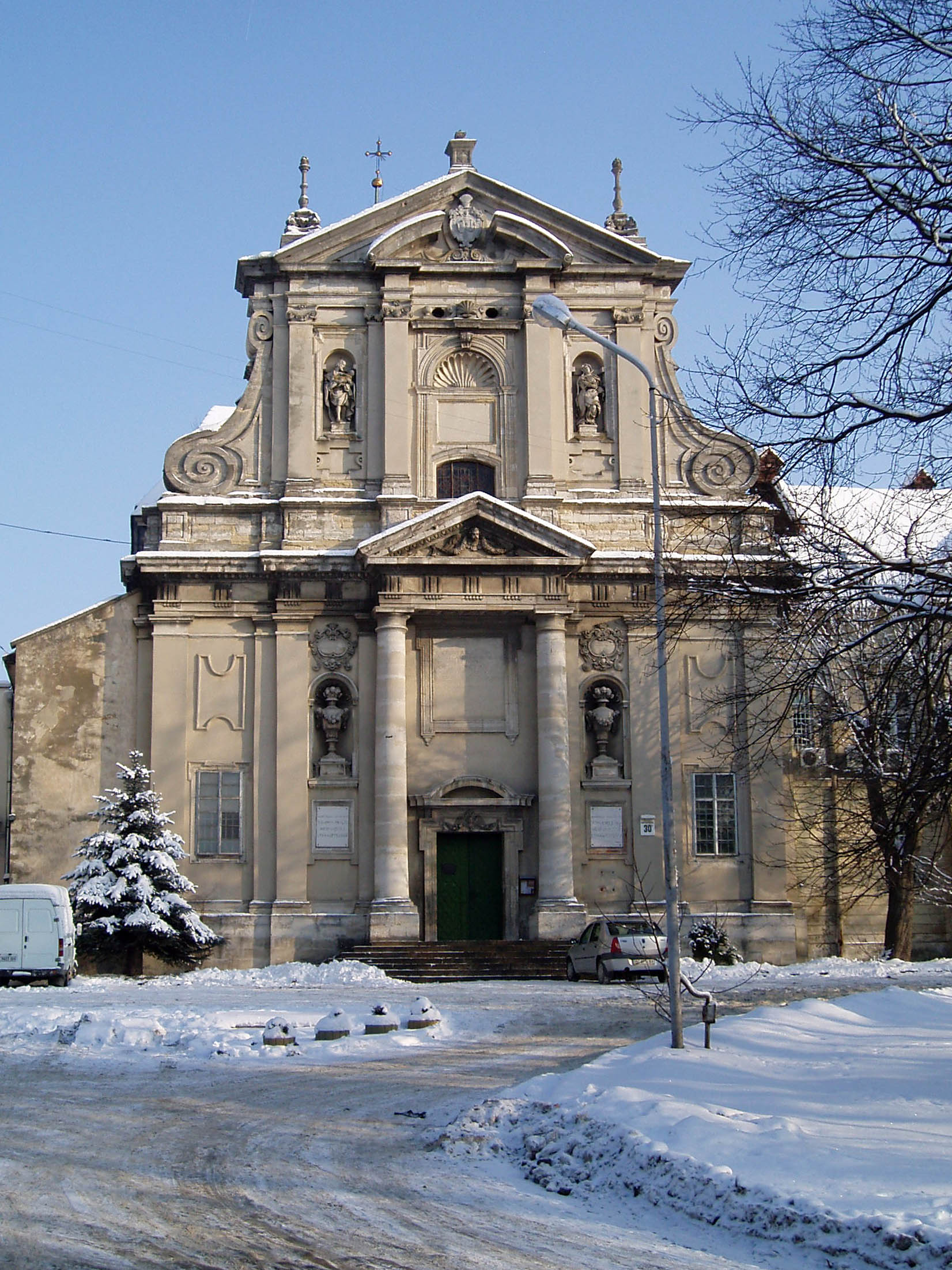
Kościół SS. Karmelitanek Bosych we Lwowie
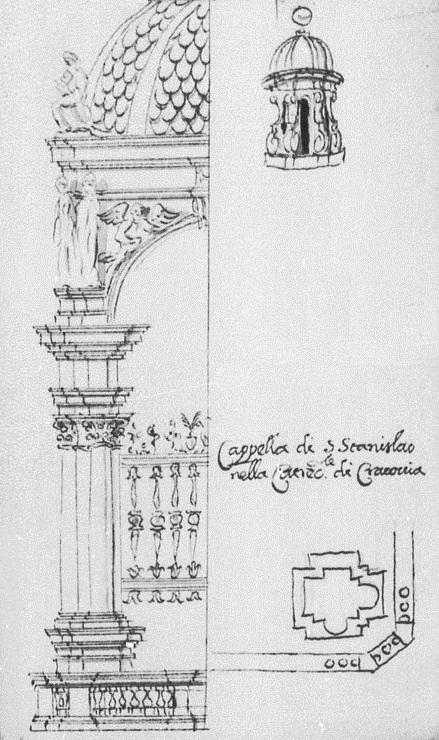
Mauzoleum św. Stanisława w katedrze na Wawelu
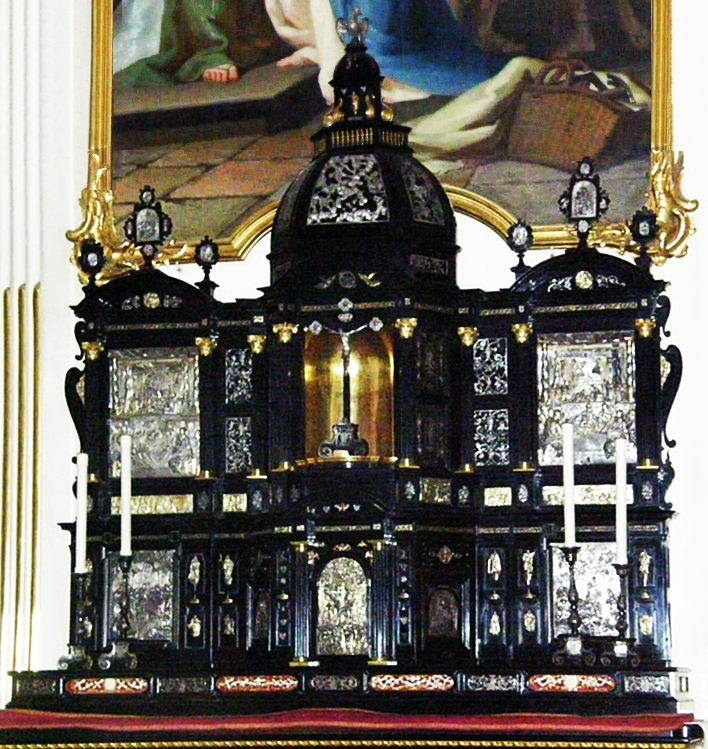
Hebanowy ołtarzyk królowej Marii Ludwiki Gonzagi w klasztorze Wizytek w Warszawie
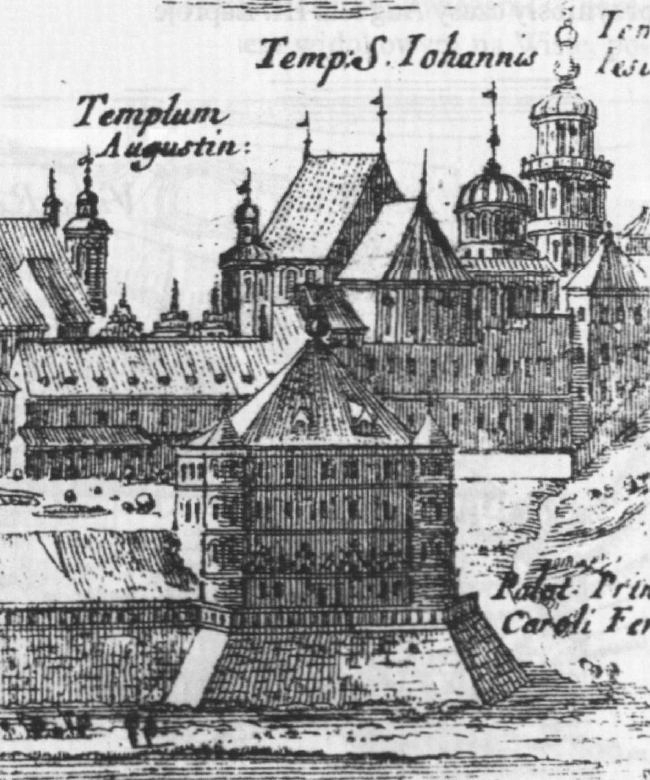
Warszawa - Pałacyk Karola Ferdynanda Wazy
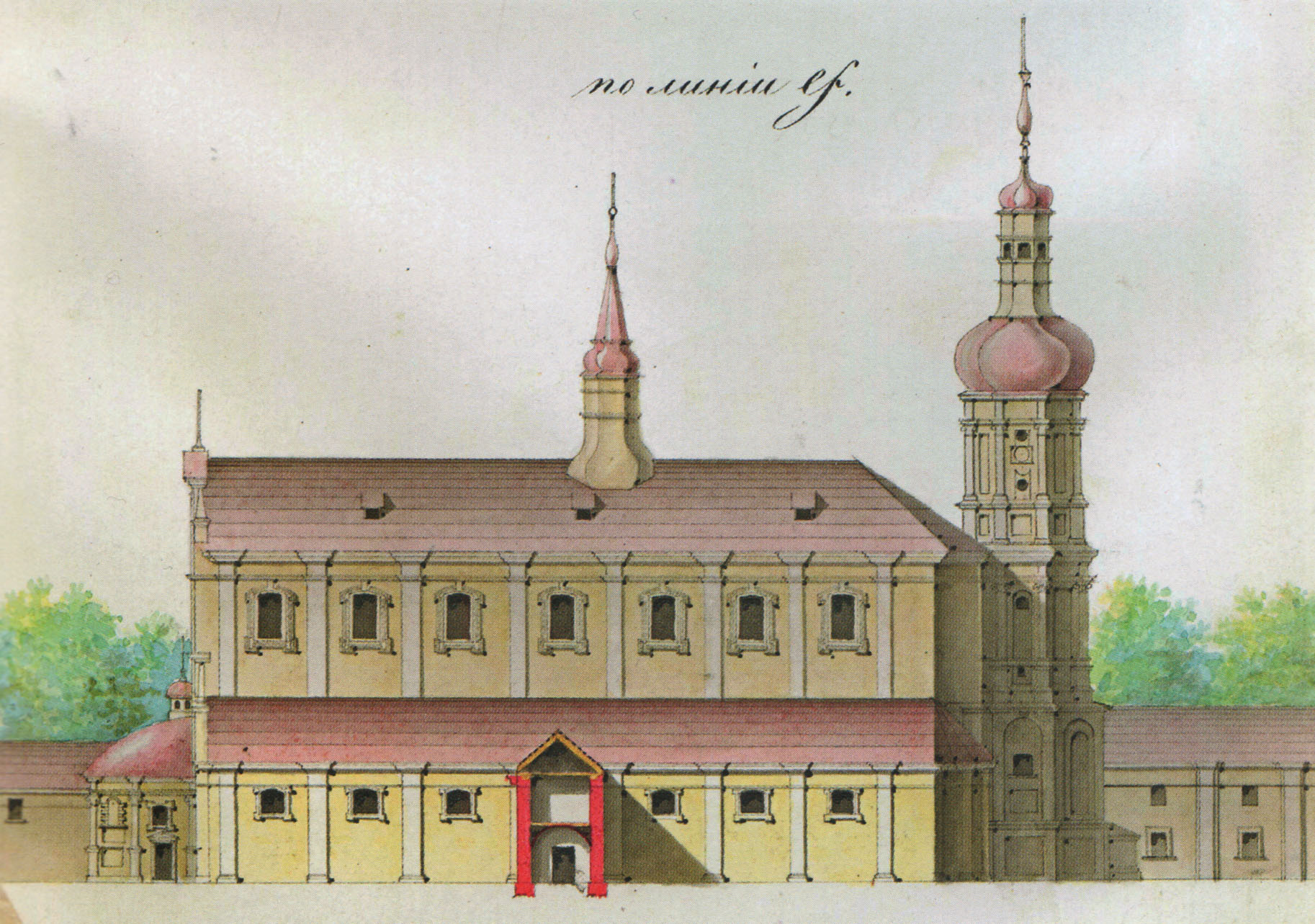
Kościół w Berezie Kartuskiej (zburzony)
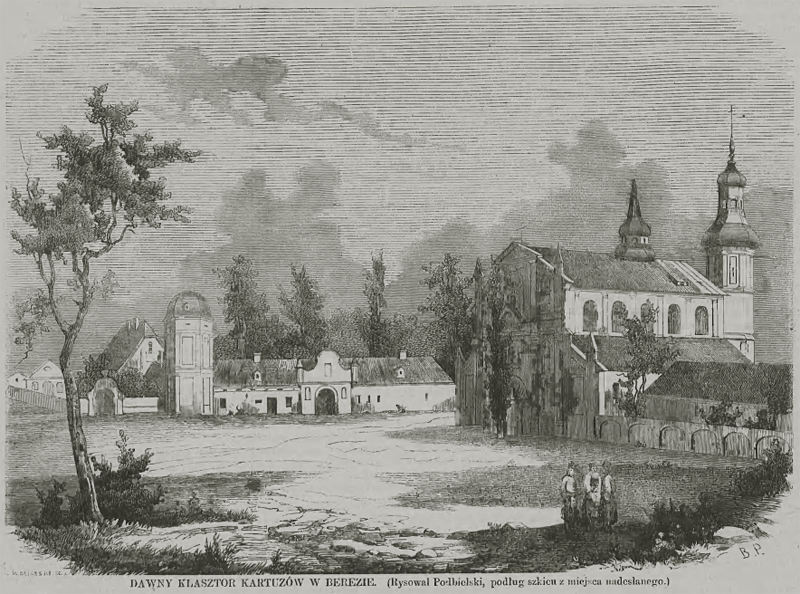
Klasztor w Berezie Kartuskiej
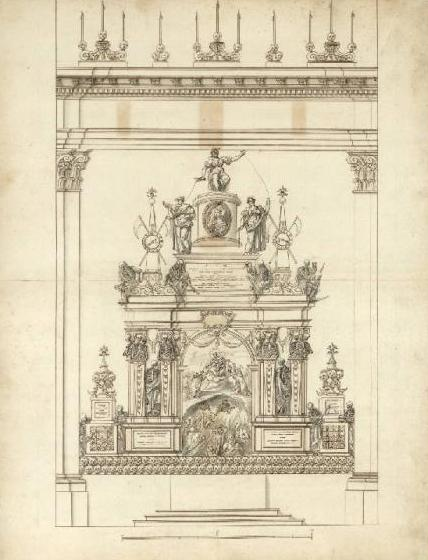
Castrum doloris Anny Marcybelli Pacowej w kościele karmelitów bosych w Wilnie
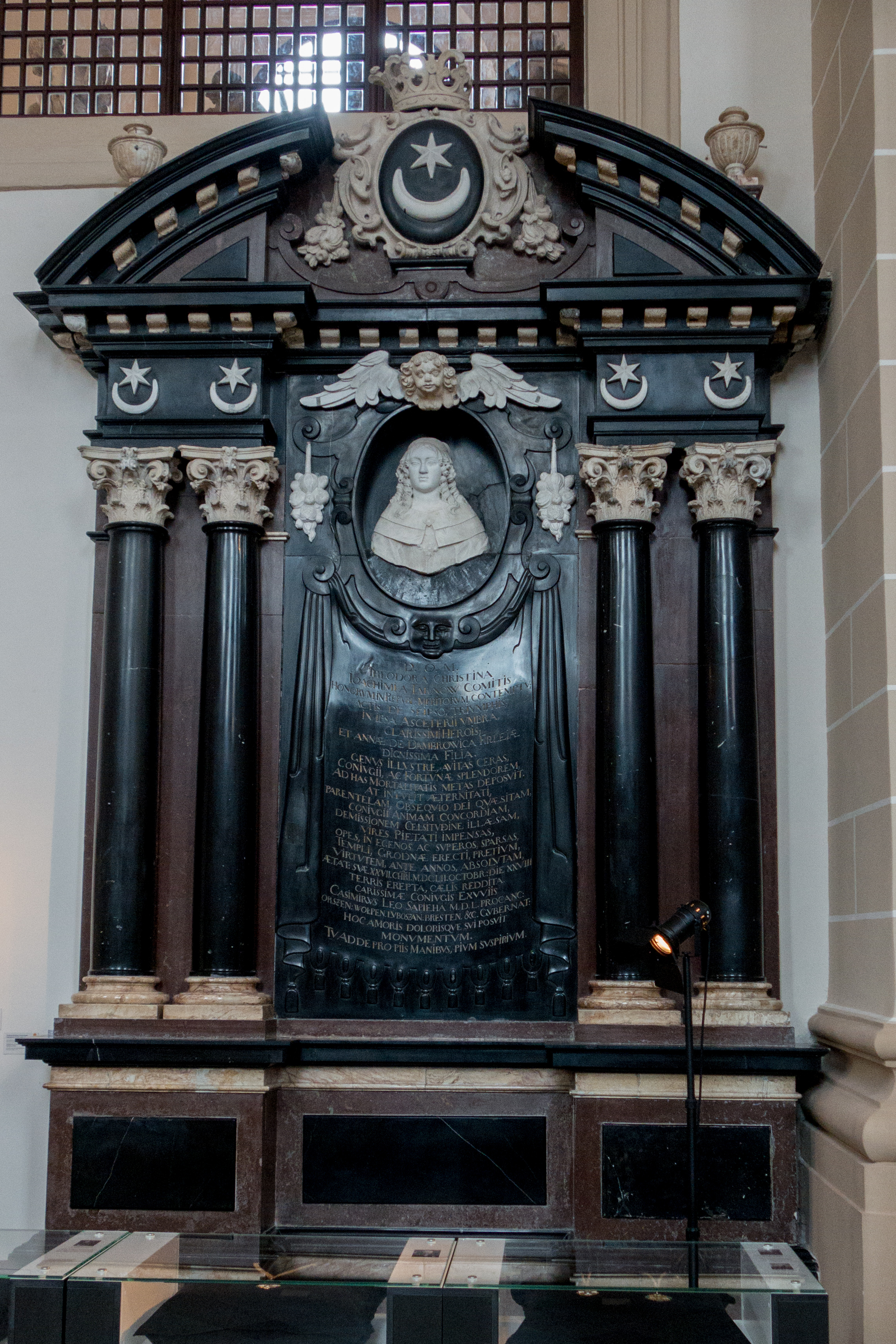
Nagrobek Teodory Krystyny Tarnowskiej w kościele św. Michała (Bernardynek) w Wilnie
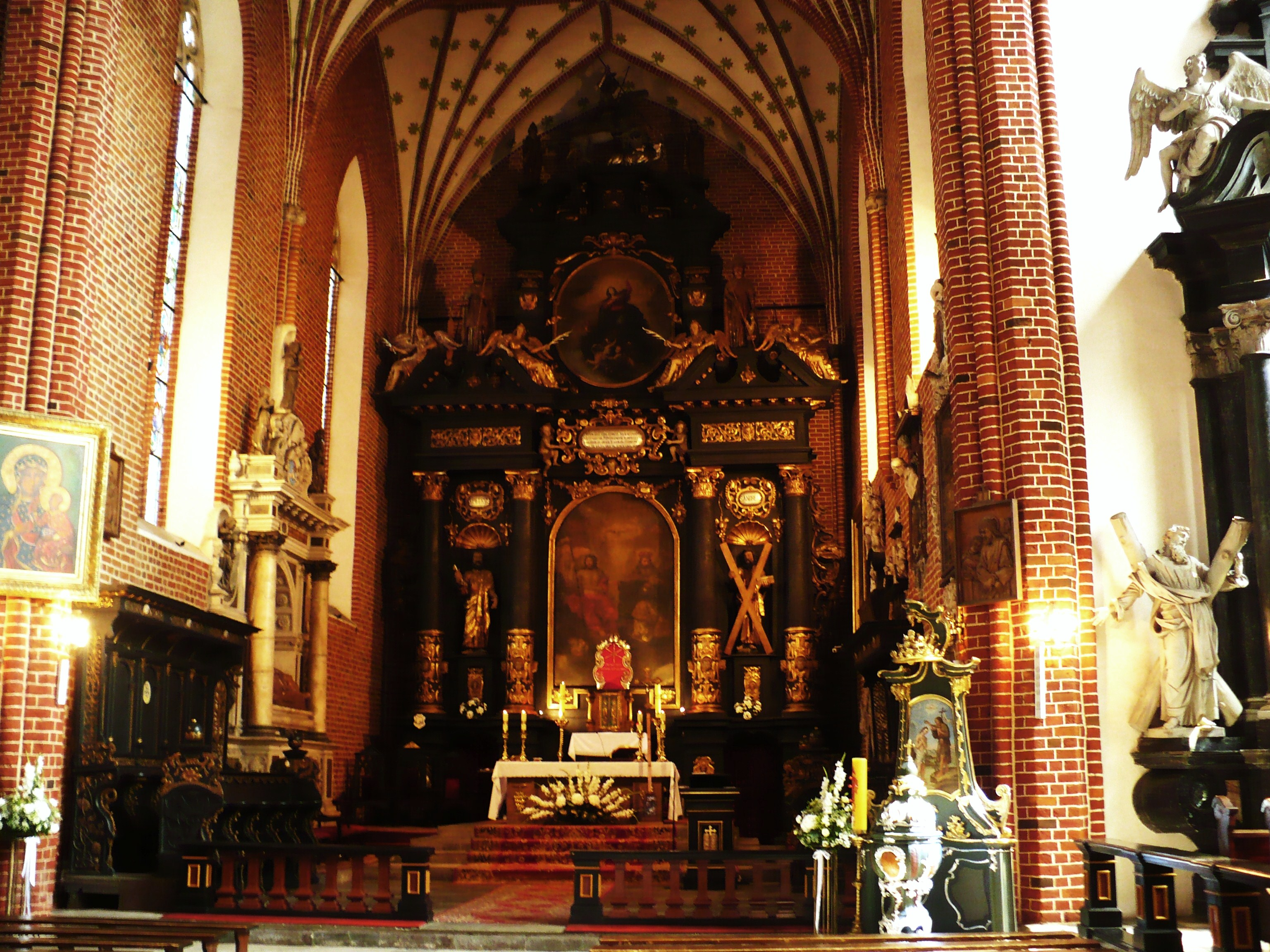
Chełmża - ołtarz główny w katedrze
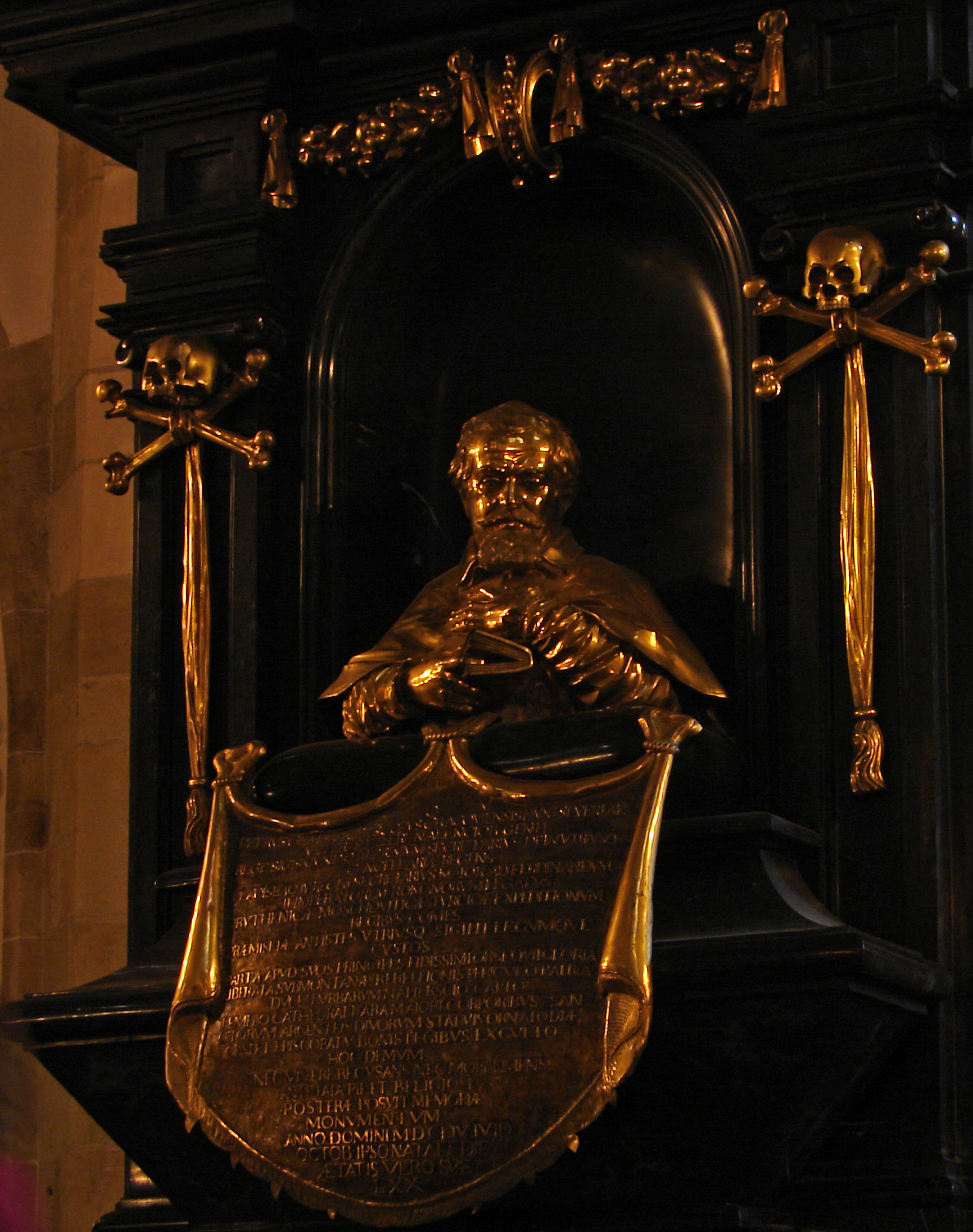
Nagrobek biskupa Piotra Gembickiego w Katedrze na Wawelu
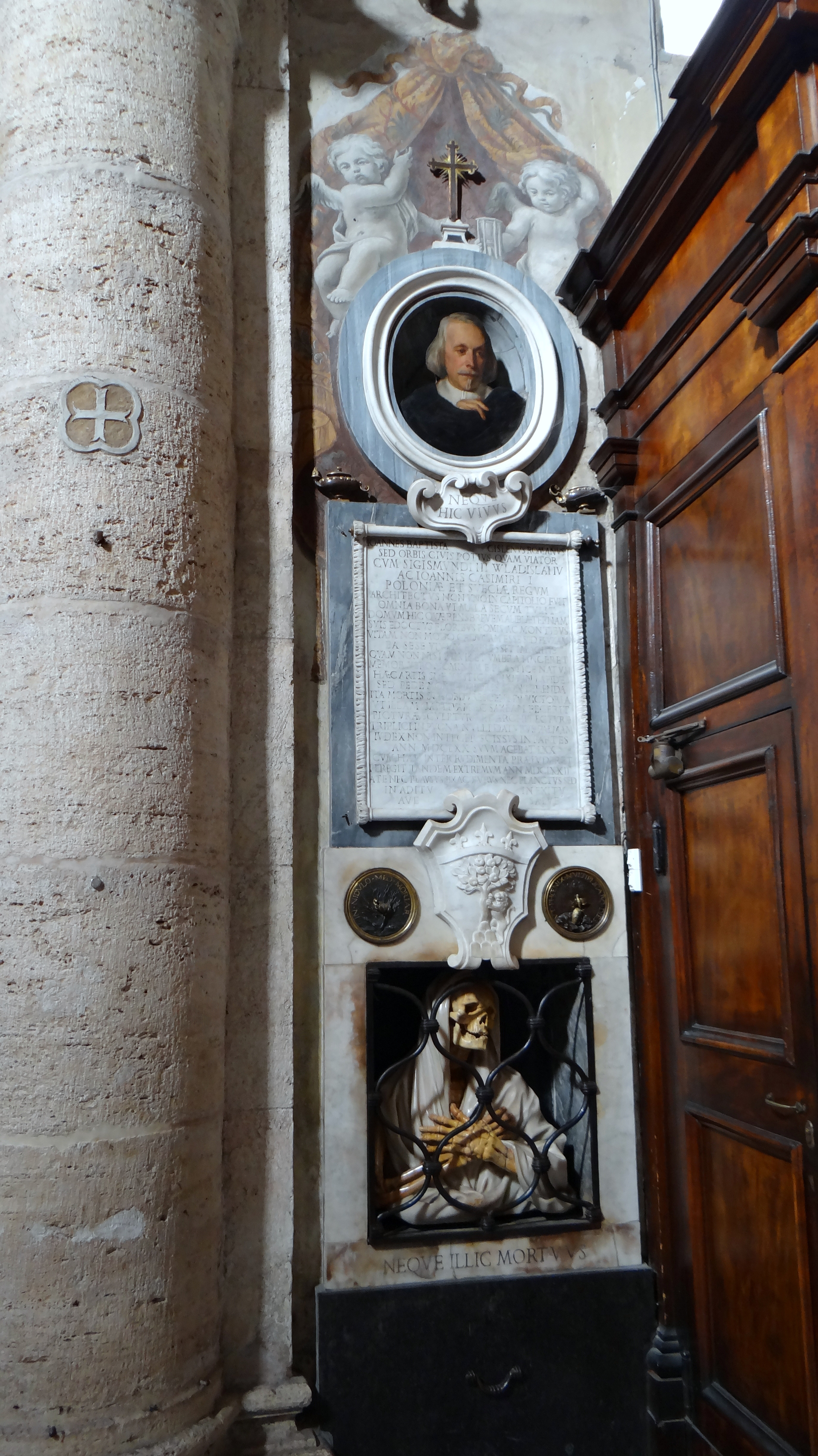
Rzym - nagrobek Gisleniego
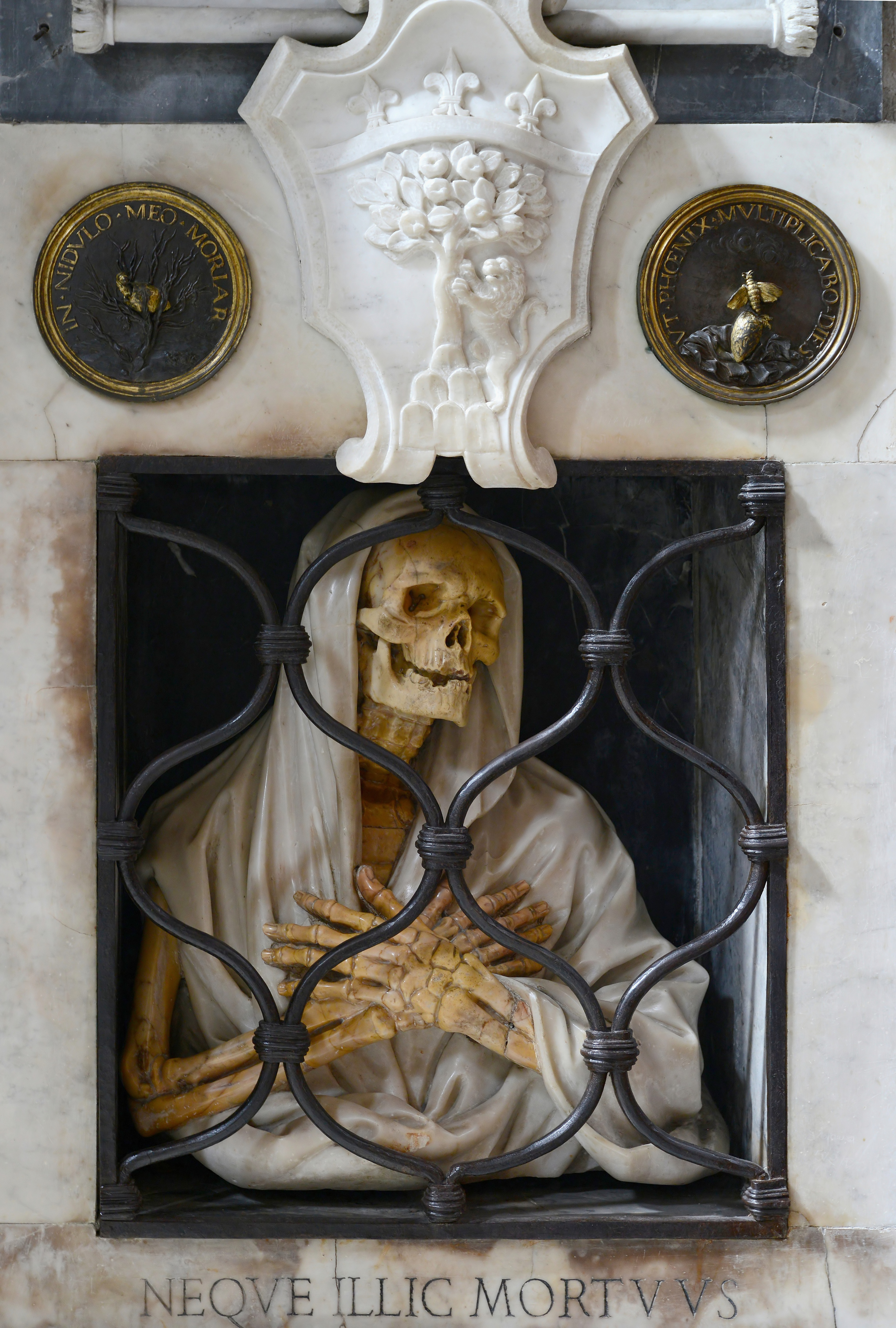
Rzym - fragment nagrobka Gisleniego
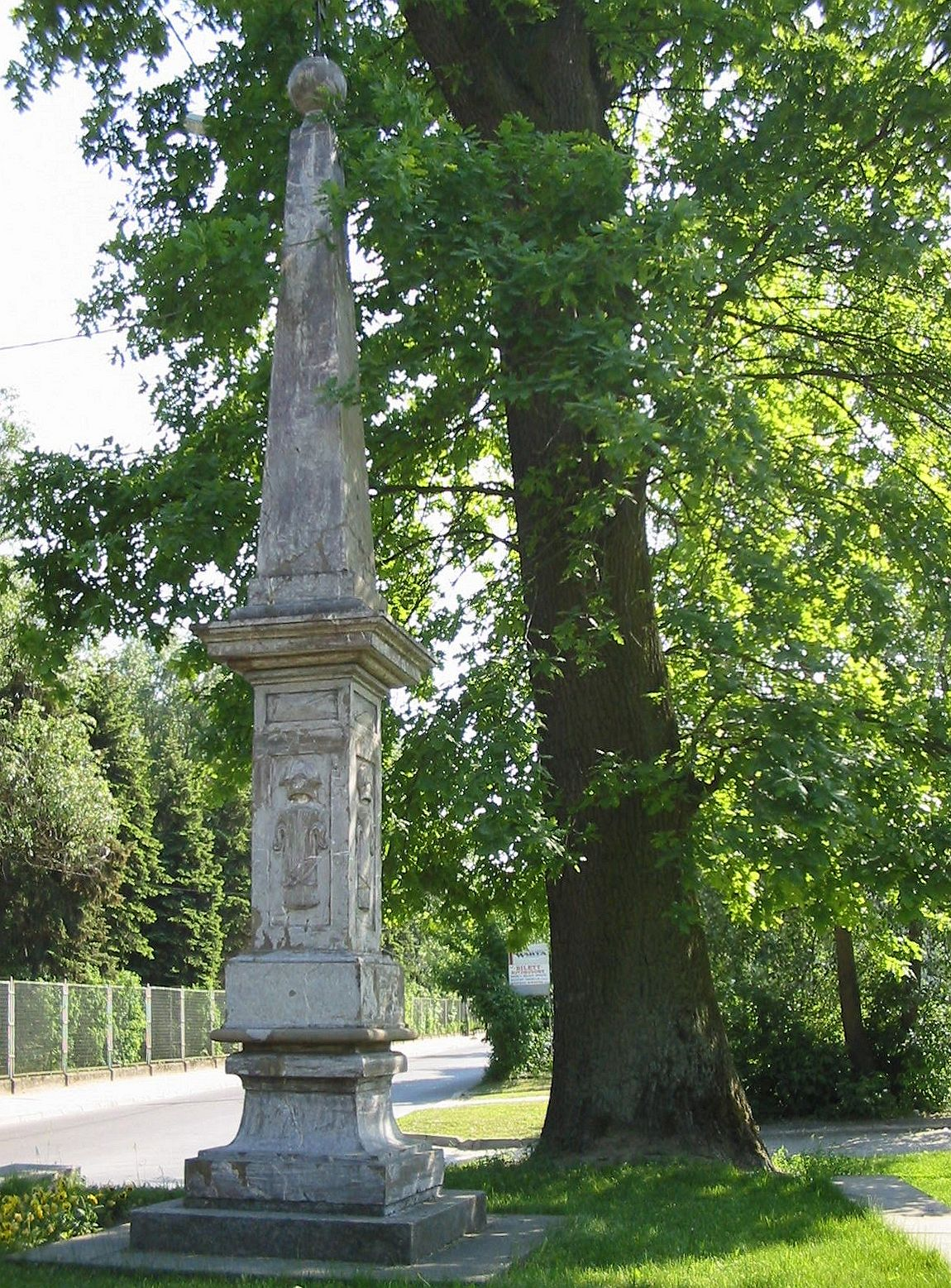
Wyszków - Obelisk Wazów (przypuszczalnie)
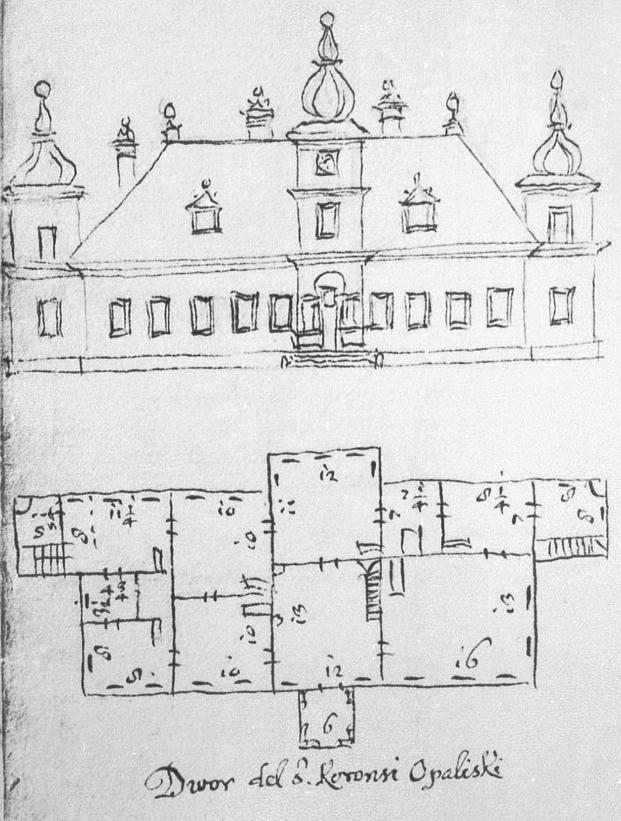
Dwór Opalińskiego w Warszawie